# Fjellstad
Fjellstad är en tätort i Rælingens kommun i Akershus fylke i sydöstra Norge. Orten ligger vid fylkesväg 120, på västra sidan av insjön Øyeren.